# П'єтрапертоза
П'єтрапертоза (італ. Pietrapertosa) — муніципалітет в Італії, у регіоні Базиліката, провінція Потенца.
П'єтрапертоза розташовані на відстані близько 340 км на південний схід від Рима, 26 км на південний схід від Потенци.
Населення — 1056 осіб (2014).

## Демографія
Населення за роками:

Станом на 1 січня 2023 року в муніципалітеті офіційно проживало 8 іноземців з 5 країн, серед них 4 громадяни країн Євросоюзу.

## Сусідні муніципалітети
- Аччеттура
- Альбано-ді-Луканія
- Кампомаджоре
- Кастельмеццано
- Чирильяно
- Корлето-Пертікара
- Горгольйоне
- Лауренцана